# Parmotrema enteroxanthum
Parmotrema enteroxanthum är en lavart som beskrevs av Hale. Parmotrema enteroxanthum ingår i släktet Parmotrema och familjen Parmeliaceae.   Inga underarter finns listade i Catalogue of Life.